# Maulan
Maulan é uma comuna francesa na região administrativa de Grande Leste, no departamento de Meuse. Estende-se por uma área de 4,22 km². Em 2010 a comuna tinha 117 habitantes (densidade: 27,7 hab./km²).